# 至尊無上 (馬)
至尊無上，是日本純種競賽馬匹。生涯活躍於中距離賽事，曾勝出神戶新聞盃。

## 出賽前
2006年4月29日出生於北海道新冠町錦岡牧場，所有權歸於牧場旗下。
其後交由栗東訓練中心練馬師西園正都訓練。

## 競賽生涯

### 2歲
2008年11月8日出戰京都競馬場2歲新馬戰，比賽初段選擇於先頭位置推進下在直路失速，最終以第十五大敗。
2星期後原定出戰2歲未勝利戰，但右肩不良於行下避戰賽事。

### 3歲
2009年3月復出出戰3歲未勝利戰，改為使用居中戰術下一直以穩定的步速推進，在直路逐步超前下成功將對手趕過取得首勝。
其後以條件戰作為主軸，出戰兩場3歲500萬獎金以下條件戰分別以冠軍及季軍完賽。
5月選擇以東京優駿（日本打吡）前哨戰首長錦標作為目標，然而在比賽途中因為漏閘處於隊伍最後方位置，沿途亦未有太大的提速動作。進入直路後，縱然其奮力加速衝刺，但最終亦僅跑獲第四的戰績。
未能進軍打吡下出戰公開賽白百合錦標，於出閘順利的情況下採取先行戰術留守好位，在直路稍為加速下輕鬆透出，最終以頸位優勢壓贏追擊的對手取得勝利。
7月前往福島競馬場出戰日經電台賞，為其首次出戰分級賽，但最終因在直路上的衝勢未完全下敗於Strong Garuda、Sunny Sunday及強勁回報取得第四。
入秋後選擇以神戶新聞盃作為熱身，比賽初段保持在中團位置下在對面直路末段逐步移出外疊望空，於彎道處經已進入狀態。進入直路後，其順勢有外檔位置加速衝出，最終轟出後600米33.7秒的末腳速度下超越前方的帝王加冕取得首個分級賽冠軍，同時亦以2分24.2秒的完賽時間打破阪神競馬場草地2400米跑道紀錄。
10月按照計劃出戰菊花賞，比賽途中一直留守在隊伍最後方的位置，進入第二圈後仍然未有加速的動作。進入直路後，其在大外檔位置徐徐加速超越對手，但未能扭轉局面下落後Three Rolls、貴人善忘及奇幻星雲以第四完賽。
12月5日出戰鳴尾紀念，比賽途中選擇在先頭有利位置之中前進，在彎道處進佔不俗的位置下嘗試堅守優勢，但未能順利維持走勢下以第四落敗。
年末以有馬紀念作為目標，雖然其一直處於中團位置等待時機，但於直路上一直被壓制下無法突圍，最終以第八的戰績落敗。

### 4歲
進入2010年，其以阪神大賞典作為目標，然而受到體重暴增14公斤的影響下未有衝勢，以第九的戰績完賽，6月在寶塚紀念中亦未能做出突破，取得第十一的名次。
休養過後在10月出戰愛爾蘭盃，但選擇後上戰術下一直無法迫近前方賽駒，最終加跑獲第七。
而於賽後，其更被發現右腳第二掌骨骨折，需要進入休養狀態。

### 5歲
2011年在4月的都會錦標中復出，雖然賽前取得第二人氣，但最終以第七落敗。
5月28日選擇出自目黑紀念，沿途雖然保持在有利位置推進，但在直路一直失速後退下最終取得第十四的慘烈戰績。
夏季出戰夏至錦標作為挑戰，比賽途中保持在約莫第十的位置展開推進，但在直路上一直未有加速反應下最終以第十三落敗。
而衝線後，由於騎師村田一誠對至尊無上在直路的表現有所疑惑，因而選擇下馬並呼叫檢查。最終經過獸醫的詳細判斷後，其被發現右腳第一趾關節於賽事途中出現脱臼的情況，診斷為預後不良下被處以安樂死，享年5歲。

### 詳細賽績
| 日期       | 舉辦國家 | 馬場 | 距離   | 級別  | 賽事名稱         | 負重 | 騎師       | 馬號 | 出馬 | 名次 | 時間   | 頭馬（二馬）        |
| ---------- | -------- | ---- | ------ | ----- | ---------------- | ---- | ---------- | ---- | ---- | ---- | ------ | ------------------- |
| 8/11/2008  | 日本     | 京都 | 草1800 |       | 2歲新馬          | 55   | 酒井學     | 12   | 18   | 15   | 1:52.1 | Pisa no Kikoshi     |
| 1/3/2009   | 日本     | 小倉 | 草1800 |       | 3歲未勝利        | 56   | 酒井學     | 7    | 16   | 1    | 1:49.9 | （A Shin Moreover） |
| 22/3/2009  | 日本     | 中山 | 草1600 |       | 3歲500萬獎金以下 | 56   | 勝浦正樹   | 12   | 16   | 3    | 1:35.9 | Advance Way         |
| 5/4/2009   | 日本     | 阪神 | 草1600 |       | 3歲500萬獎金以下 | 56   | 田中勝春   | 16   | 16   | 1    | 1:37.4 | （Alluring Moon）   |
| 9/5/2009   | 日本     | 東京 | 草2000 | OP    | 首長錦標         | 56   | 御神本訓史 | 12   | 17   | 4    | 2:00.2 | Keiai Raijin        |
| 30/5/2009  | 日本     | 中京 | 草1800 | OP    | 白百合錦標       | 56   | 武豐       | 1    | 9    | 1    | 1:48.4 | （Yamanin Whisker） |
| 5/7/2009   | 日本     | 福島 | 草1800 | GIII  | 日經電台賞       | 57   | 田中勝春   | 10   | 16   | 4    | 1:48.5 | Strong Garuda       |
| 27/9/2009  | 日本     | 阪神 | 草2400 | JpnII | 神戶新聞盃       | 56   | 四位洋文   | 4    | 14   | 1    | 2:24.2 | （帝王加冕）        |
| 25/10/2009 | 日本     | 京都 | 草3000 | JpnI  | 菊花賞           | 57   | 四位洋文   | 14   | 18   | 4    | 3:03.9 | Three Rolls         |
| 5/12/2009  | 日本     | 阪神 | 草1800 | GIII  | 鳴尾紀念         | 55   | 李慕華     | 7    | 14   | 4    | 1:46.9 | 超微粒子            |
| 27/12/2009 | 日本     | 中山 | 草2500 | GI    | 有馬紀念         | 55   | 內田博幸   | 11   | 16   | 8    | 2:32.6 | 夢之旅              |
| 21/3/2010  | 日本     | 阪神 | 草3000 | GII   | 阪神大賞典       | 57   | 川田將雅   | 1    | 14   | 9    | 3:08.0 | 東海奇謀            |
| 27/6/2010  | 日本     | 阪神 | 草2200 | GI    | 寶塚紀念         | 58   | 岩田康誠   | 1    | 17   | 11   | 2:14.2 | 中山慶典            |
| 16/10/2010 | 日本     | 東京 | 草2000 | OP    | 愛爾蘭盃         | 56   | 田中勝春   | 13   | 14   | 7    | 2:00.3 | 東瀛佐敦            |
| 24/4/2011  | 日本     | 東京 | 草2400 | OP    | 都會錦標         | 57.5 | 酒井學     | 11   | 14   | 7    | 2:28.3 | Keiai Dosojin       |
| 28/5/2011  | 日本     | 東京 | 草2500 | GII   | 目黑紀念         | 57.5 | 石橋脩     | 9    | 17   | 14   | 2:34.2 | 重砲大王            |
| 26/6/2011  | 日本     | 中山 | 草1800 | OP    | 夏至錦標         | 56   | 村田一誠   | 10   | 14   | 13   | 1:50.1 | 五花馬              |

## 血統簡介
父系曼城茶座爲日本賽駒，生涯於長距離賽事有良好表現，包括勝出菊花賞、有馬紀念及春季天皇賞等長距離賽事。祖父週日寧靜爲美國三冠賽雙軍馬，退役後在日本配種，其子嗣贏得巨額獎金，連續12年成為日本冠軍種馬。
母系Gander Rhapsody為日本賽駒，生涯僅得一勝。外祖父Jade Robbery爲美國出身的法國賽駒，生涯戰績優秀，曾勝出一級賽法國準則大賽。

### 血統表
| 父線：週日寧靜系（Halo系）              |                                |               |                 |
| 種馬 曼城茶座 1998年（棗色）            | 週日寧靜 1986年（棕色）        | Halo          | Hail to Reason  |
| 種馬 曼城茶座 1998年（棗色）            | 週日寧靜 1986年（棕色）        | Halo          | Cosmah          |
| 種馬 曼城茶座 1998年（棗色）            | 週日寧靜 1986年（棕色）        | Wishing Well  | Understanding   |
| 種馬 曼城茶座 1998年（棗色）            | 週日寧靜 1986年（棕色）        | Wishing Well  | Mountain Flower |
| 種馬 曼城茶座 1998年（棗色）            | Subtle Change 1988年（深棗色） | Law Society   | 聲稱            |
| 種馬 曼城茶座 1998年（棗色）            | Subtle Change 1988年（深棗色） | Law Society   | Bold Bikini     |
| 種馬 曼城茶座 1998年（棗色）            | Subtle Change 1988年（深棗色） | Santa Luciana | Luciano         |
| 種馬 曼城茶座 1998年（棗色）            | Subtle Change 1988年（深棗色） | Santa Luciana | Suleika         |
| 繁殖雌馬 Gander Rhapsody 2000年（棗色） | Jade Robbery 1987年（深棗色）  | 淘金者        | Raise a Native  |
| 繁殖雌馬 Gander Rhapsody 2000年（棗色） | Jade Robbery 1987年（深棗色）  | 淘金者        | Gold Digger     |
| 繁殖雌馬 Gander Rhapsody 2000年（棗色） | Jade Robbery 1987年（深棗色）  | Number        | 尼真斯基        |
| 繁殖雌馬 Gander Rhapsody 2000年（棗色） | Jade Robbery 1987年（深棗色）  | Number        | Special         |
| 繁殖雌馬 Gander Rhapsody 2000年（棗色） | Prominent Cut 1995年（棗色）   | 東來兵        | Kampala         |
| 繁殖雌馬 Gander Rhapsody 2000年（棗色） | Prominent Cut 1995年（棗色）   | 東來兵        | Severn Bridge   |
| 繁殖雌馬 Gander Rhapsody 2000年（棗色） | Prominent Cut 1995年（棗色）   | Cutting Edge  | Faberge         |
| 繁殖雌馬 Gander Rhapsody 2000年（棗色） | Prominent Cut 1995年（棗色）   | Cutting Edge  | Meld Sport      |
| 雌系：Nightlight系（號族：22-d）        |                                |               |                 |
| 五代內近親交配：無                      |                                |               |                 |

## 命名由來
名字I Ko Piko（イコピコ）於夏威夷语中，意思為「頂點」、「高峰」，香港則翻譯為「至尊無上」。

## 外部連結
- 至尊無上 netkeiba.com
- 血統表